# Préjudice professionnel
Le préjudice professionnel, dit aussi préjudice économique professionnel, est une notion de droit français qui désigne une perte de revenu potentiel subie par une personne à l'occasion d'un accident (de travail, de la circulation etc).
Il sera retenu par l’expert si l’incapacité dont la personne reste atteinte l’empêche de reprendre son activité professionnelle telle qu’elle était exercée avant l’accident ou si la gêne engendrée nécessite un changement de poste, une limitation d’activité (nota. par la réduction du temps de travail pour fatigabilité), des aménagements particuliers etc.
La perte de revenu peut être avérée de manière objective lorsque la personne est par exemple : licenciée à la suite de l’accident, se trouve dans l’impossibilité de trouver un emploi équivalent, ou d’exercer ultérieurement un emploi pour lequel elle s’était spécialement préparée.
Le préjudice économique peut recouvrir la perte d’une situation professionnelle mais également la perte d’une chance d’avancement.
Il s’agira de réparer tout préjudice résultant de la perte d’un choix de carrière de chance de promotion.
Pour une personne commerçante ou exerçant une profession libérale on pourra également indemniser la réduction de la capacité de la personne à accroître son chiffre d’affaires.
Lorsque la perte de revenu ne peut être évaluée de manière objective les juges procèdent à une majoration de la valeur du point comme en matière d'incapacité permanente.
La valeur de ce point d’I.P.P. ou point de déficit séquellaire est fixée selon une courbe qui met en relation :
- le taux de l’I.P.P.
- l’âge de la personne.

## Exemple
Pour une personne âgée de 50 ans et dont le taux d’I.P.P. est de 30 % la valeur du point sera de 2 400 euros.
Pour le même taux de 35 % mais concernant une personne de 60 ans la valeur du point sera de 1 350 euros.
précisé la valeur pour 1point

## Source
- Barème indicatif de la Cour d’appel d’Aix en Provence de 2003/2004